# Aquilaspio sexoculata
Aquilaspio sexoculata är en ringmaskart som först beskrevs av Augener 1918.  Aquilaspio sexoculata ingår i släktet Aquilaspio och familjen Spionidae. Inga underarter finns listade i Catalogue of Life.